# Otto Leopold Piclum

Piclum, März 1933

Otto Leopold Piclum (* 1. Februar 1899 in Bochum; † 1. Februar 1966 in Werdohl) war ein deutscher Jurist, Kommunalpolitiker und von 1933 bis 1943 Oberbürgermeister von Bochum.

## Leben
Piclum nahm als Kriegsfreiwilliger am Ersten Weltkrieg teil und zog sich eine schwere Gasvergiftung zu. Er studierte in Heidelberg und Münster Germanistik, Geschichte und Jura. Für drei Jahre war er in der Stadtverwaltung Bochum tätig.
Zum 15. Juni 1926 trat er der NSDAP bei (Mitgliedsnummer 41.413). Nach der Wiederaufnahme seines Studiums wurde Piclum 1928 an der Universität Heidelberg mit einer Dissertation über „Neuere Unternehmungsformen in ihrer rechtlichen Stellung unter Berücksichtigung der steuerrechtlichen Bestimmungen“ promoviert.
Er war zuerst in Bochum bei der städtischen Sparkasse beschäftigt, wurde aber bald hauptberuflich in der NS-Presse tätig. Als Chefredakteur der NSDAP-Parteizeitung Rote Erde wurde er von Hermann Göring am 24. März 1933 zum Staatskommissar für Bochum ernannt und am 15. Mai zum kommissarischen Oberbürgermeister bestimmt. Am 28. Juli wurde er von der „gleichgeschalteten“ Stadtverordnetenversammlung zum Oberbürgermeister der Stadt Bochum gewählt. Damit folgte er dem letzten demokratisch gewählten Oberbürgermeister Dr. Otto Ruer nach, der durch die von Piclum mitgetragene Hetzkampagnen aus dem Amt und in den Selbstmord getrieben hat.
In der Zeit nach der Machtübergabe war Piclum auch ein eifriger Betreiber der Boykottmaßnahmen gegenüber Juden. Schon am 30. März schloss er ohne gesetzliche Grundlage jüdische Firmen von öffentlichen Aufträgen aus und verpflichtete alle städtischen Bediensteten, auch im „Privatleben durch Meidung der jüdischen Geschäfte bei Einkäufen diesen Abwehrkampf zu unterstützen.“

Oberbürgermeister Piclum als Pate des neuen Fußballvereins, 1938

Der politisch schwache Oberbürgermeister wollte sich mit dem Sport profilieren. Er war 1938 die treibende Kraft hinter der Fusion des TV Bochum 1848, dem TuS 1908 Bochum und dem SV Germania Bochum 1906 zu dem heute noch existierenden Erstligisten VfL Bochum.
Im Juni 1943 wurde er nach zehn Amtsjahren in die Gauwirtschaftskammer versetzt und schied als Oberbürgermeister aus, Nachfolger wurde Friedrich Hesseldieck. Bei der Entnazifizierung stufte man ihn in die Gruppe III (Minderbelastete) ein.